# トム・マリカ
トム・マリカ（Tom Mullica, 1948年 - 2016年）はアメリカのウォーパン（ウィスコンシン州）生まれのマジシャン、道化師、コメディアン。火のついたタバコを食べる演技が特に有名。マリカ・ウォレットの考案者でもある。

## 来歴
- 1953年、5歳の頃にアメリカのテレビ局NBCで放送されていた「インターナショナル・ショータイム」に出演していた道化師を見て、自分も道化師になろうと決意する。その2年後には、マジックの存在を知り、道化師の技術と共にマジックを学ぶことを決める。
- 18歳で軍に入隊し3年間を韓国、ドイツで過ごした後に除隊。コロン（ミシガン州）に移り、Abbott's Magic Companyで2年間、マジックの実演やイリュージョンの製作を行う。
- その後、アトランタ（ジョージア州）に移りバーテンダースクールに通う。卒業後は、アトランタのフレンチレストランで2年間バーマネージャーとして働く。
- 28歳で自身のバー、トム･フーラリー・マジックバー・シアター(The Tom-foolery Magic Bar Theatre 1976年-1987年)をアトランタにオープンさせる。
- トム・フーラリー閉店後は、パントマイムだけで行う演目を構成。6ヶ月間のリハーサルを経た後、海を渡り、フランス、パリの有名ナイトクラブ「Crazy Horse Saloon」でショーを行う。
- 1991年にはアメリカに戻り、コメディーマジシャンとしてのキャリアを再開。1997年、マジシャンを引退する。49歳の時であった。
- 現在は、アメリカやカナダの劇場でトム・マリカ自身がプロデュースする一人舞台「Red Skelton Tribute Show」を行っている。
- 1984年 7月来日。

## 人物・エピソード
- 軍に入隊する前に2年間ウィスコンシン州の製鉄会社で板金を切断する仕事をしていたことがある。しかし、誤って指を切断してしまうとマジシャンとしてのキャリアを失ってしまうことを懸念して退職している。
- 軍を除隊後、一時期「シェッド」という名前の小さなバーを経営していたことがある。
- コメディ・マジシャンになった理由は、何か失敗をしてしまった時にシリアスな演技をするマジシャンなら取り返しがつかないが、コメディ・マジシャンならそれも笑いになると悟った事と、小さい頃からレッド・スケルトンを真似ていた影響だという。
- アメリカの人気テレビ番組『レイト・ショー・ウィズ・デイヴィッド・レターマン』『World's Greatest Magic』『Viva Variety』に出演していた。
- トム・フーラリーオープン時、19時から深夜1時までぶっ続けでショーを行っていた。それを見かねたジェイ・マーシャルから「君にとっても観客にとってもよくないことだ。ずっとショーをしていると観客もリラックスできない」と助言を受け、ショータイムを導入する。ショーチャージは１ドルと、トップマジシャンとしては驚く程のロープライスであった。

### レッド・スケルトンとの逸話
- トム・フーラリーには沢山の有名人が訪れたが、中でも1980年に来店したレッド・スケルトン(Red Skelton 1913-1997 アメリカの有名喜劇俳優、道化師)はトムの幼少の頃からの憧れの人で、この出会いをきっかけに友情関係を築く。
- 後にレッドはある有名なビリヤードキューをトムに贈っている。このキューは舞台「The Perfect Fool」[1]にて使用された小道具で、W.C フィールズ（W.C. fields 1880-1946 アメリカの有名コメディアン、俳優）が亡くなる1年前にレッド・スケルトンに与えた物だった。このキューを贈られた時のことを、後にトムは非常に感激したと述べている。
- トム・フーラリー閉店後、パントマイムでショーを行うように助言したのもレッドである。レッドは「10分から15分の時間で君のベストのパフォーマンスをパントマイムと音楽だけで行いなさい。そうすれば世界中のどんな場所でも言語に縛られることなく演じることができる」と助言している。
- 現在、トムはRed Skelton Tribute Showの中でレッドを演じる為に、毛を赤毛に染めている。

## 出演作品
ビデオ・DVD
- The Greater Magic Vol.19 Tom Mullica (1986) - Stevens Magic Emporium
- An Evening At The Tom-Foolery (1993) - Meir Yedid
- Tom Mullica Live from London (1993) - International Magic
- Tom Mullica Expert Cigarette Magic Made Easy (1996) - A-1 Multimedia
- Tom Mullica Expert Impromptu Magic Made Easy (1997) - A-1 Multimedia
- Tom Mullica's BASH Highlights (2001) - Tom Mullica